# Joel Griffiths
Joel Griffiths (* 21. srpen 1979) je australský fotbalista.

## Reprezentační kariéra
Joel Griffiths odehrál za australský národní tým v letech 2005–2008 celkem 3 reprezentační utkání a vstřelil v nich 1 gól.

## Statistiky
| Austrálie | Austrálie | Austrálie |
| Roky      | Záp.      | Góly      |
| --------- | --------- | --------- |
| 2005      | 1         | 1         |
| 2006      | 1         | 0         |
| 2007      | 0         | 0         |
| 2008      | 1         | 0         |
| Celkem    | 3         | 1         |